# Canton (Ohio)
Canton ist eine City im US-Bundesstaat Ohio. Sie liegt im Stark County, dessen County Seat sie ist, und hat 70.872 Einwohner (Volkszählung 2020, U.S. Census Bureau). Die Fläche des Stadtgebietes umfasst 53,3 km².
Der Ort ist Sitz eines Bistums der Rumänischen griechisch-katholischen Kirche.

## Geschichte
Canton wurde 1805 als kleines Dorf am Nimishillen Creek gegründet und erhielt 1854 den Status als Stadt (city).

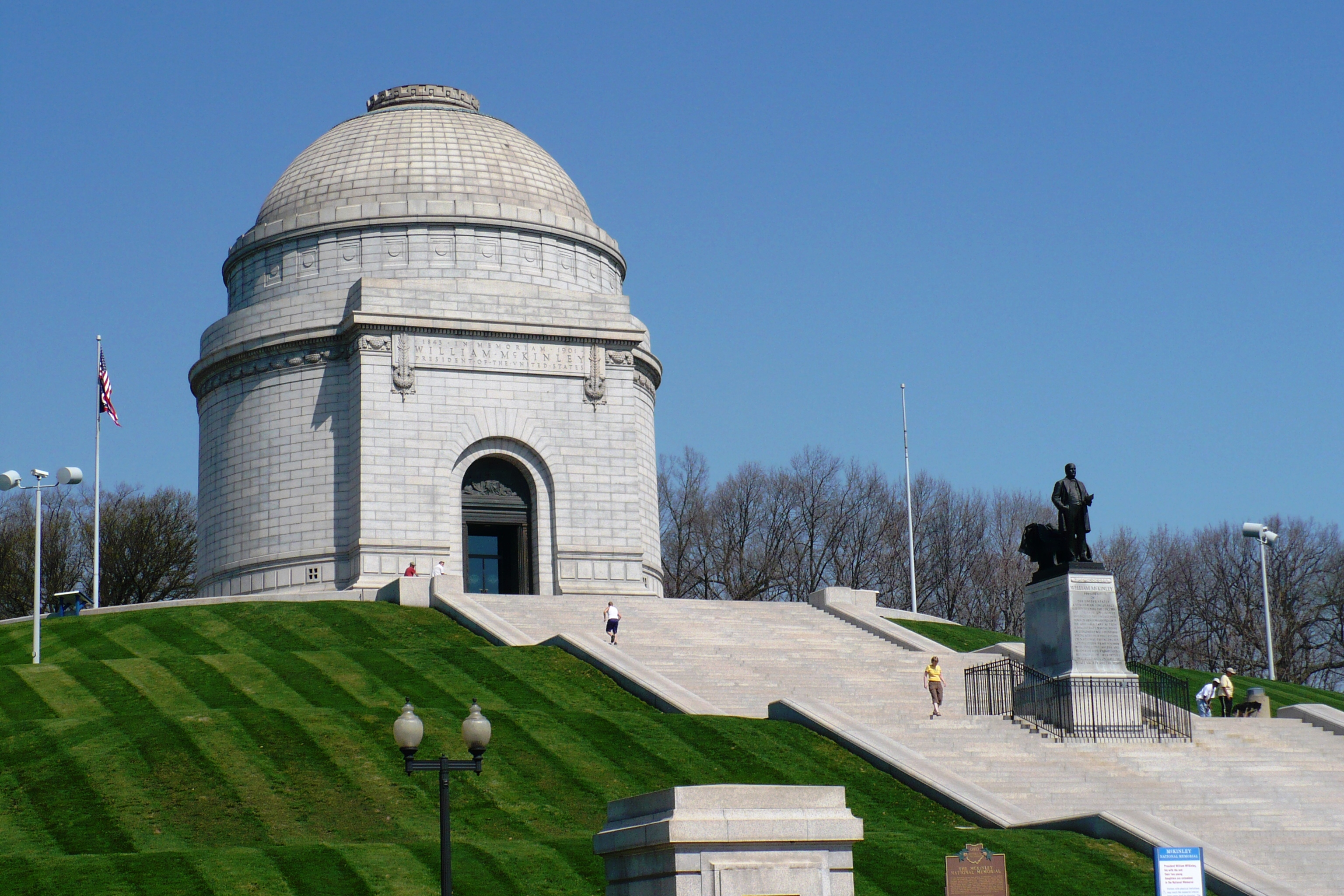
McKinley National Memorial (2008)

In Canton liegt eine National Historic Landmark, das McKinley National Memorial. Hier liegt der frühere Präsident William McKinley begraben. Der National Park Service weist für die Stadt insgesamt 40 Bauwerke und Stätten aus, die im National Register of Historic Places (NRHP) eingetragen sind (Stand 29. November 2018).

## Geographie

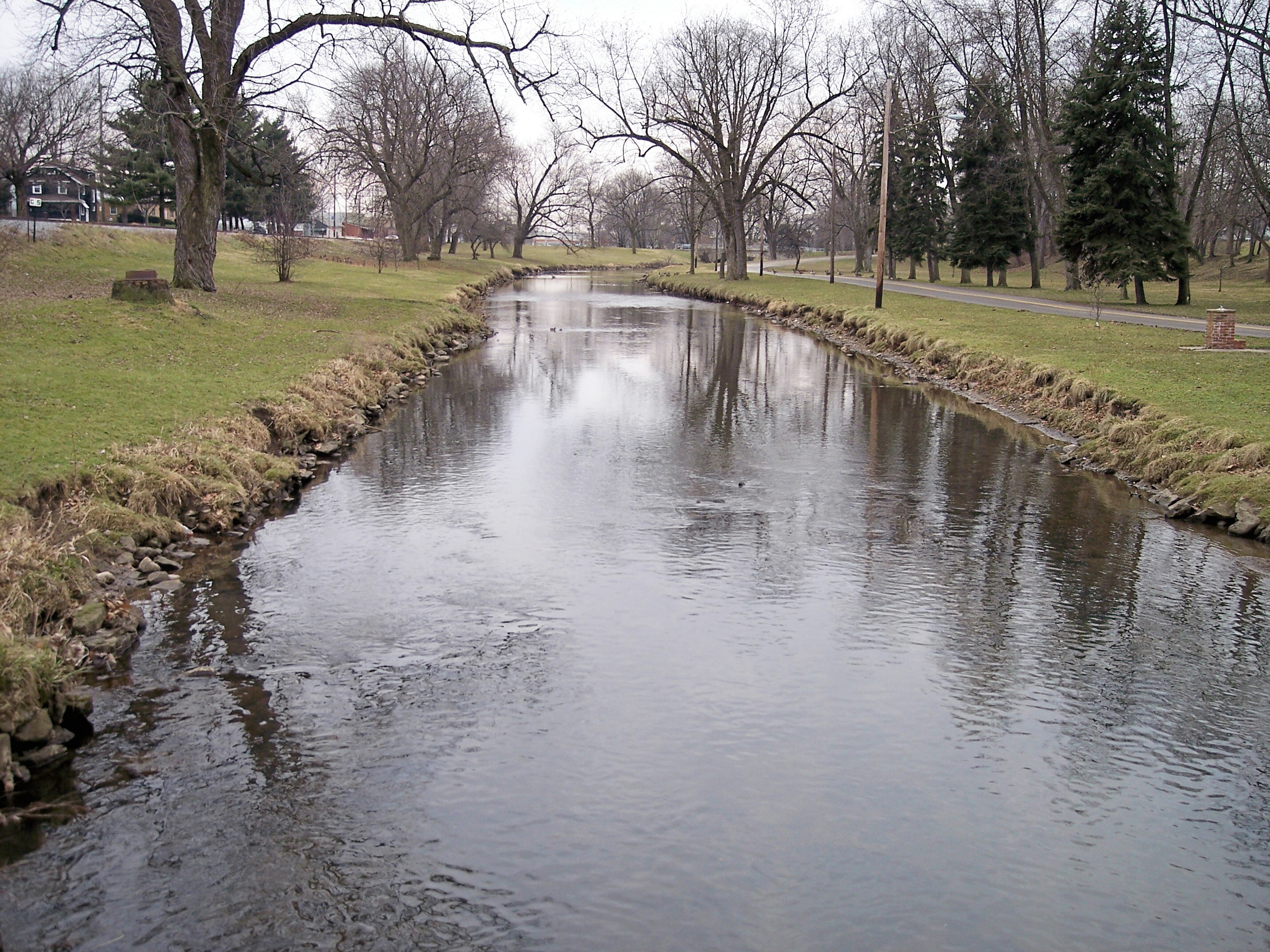
Der begradigte westliche Oberlauf des Nimishillen Creek auf seinem Weg durch einen Außenbezirk von Canton, Ohio

Das Stadtgebiet liegt in einer Bruchlandschaft, die entlang und zwischen dem westlichen und mittleren Quellfluss des Nimishillen Creek liegt. Die genannten Quellflüsse fließen im Stadtgebiet zum eigentlichen Fluss zusammen. In geringer Entfernung verläuft weiter östlich ein dritter Quelllauf des besagten Flusses.

### Lage

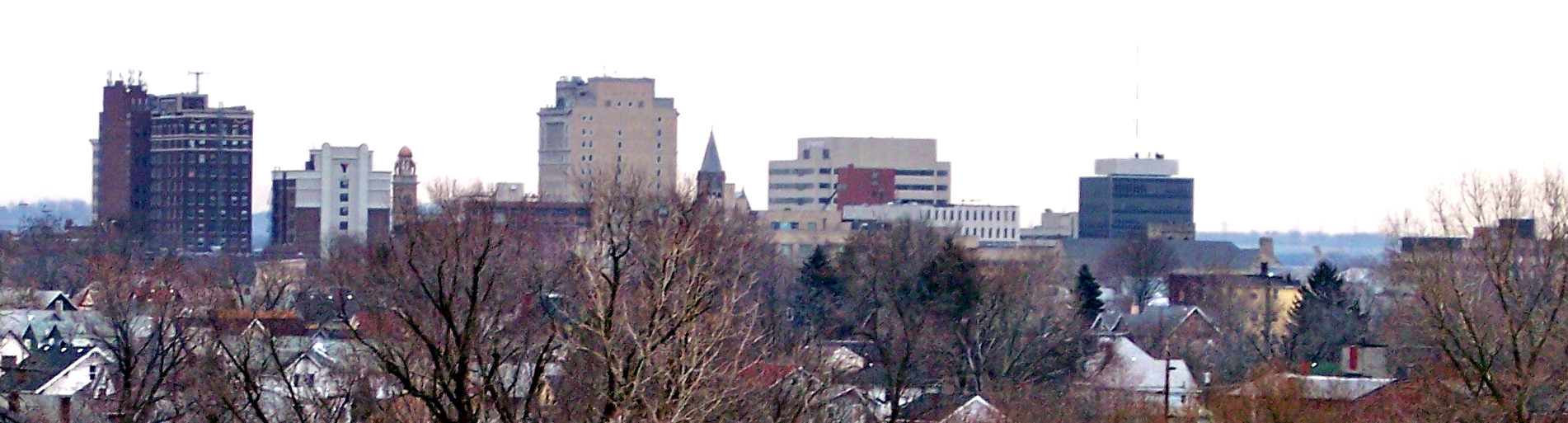
Die Skyline von Canton, Ohio

Die Nachbarkommunen Cantons sind folgender Abbildung zu entnehmen.
| Meyers Lake      | Plain Township North Canton                 | Nimishillen Township |
| Perry Township   | Kompassrose, die auf Nachbargemeinden zeigt | Osnaburg Township    |
| Massillon (Ohio) | Canton Township                             | East Canton          |

## Demographie

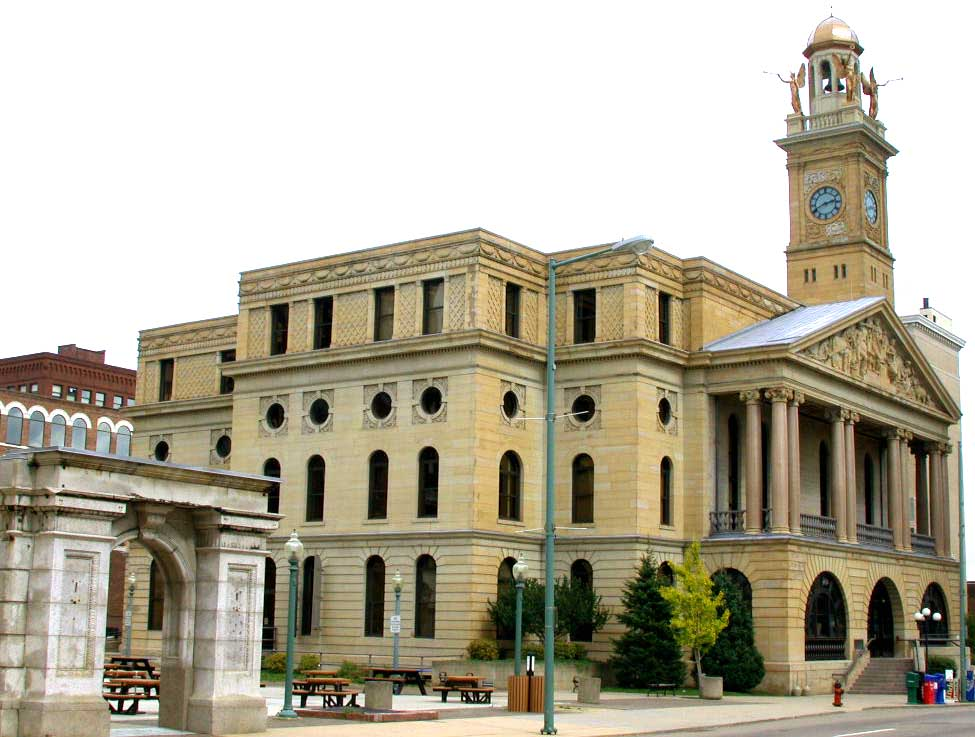
Der Verwaltungssitz (County House) des Stark County in Canton

| Jahr | Einwohner |
| ---- | --------- |
| 1980 | 94.730    |
| 1990 | 84.161    |
| 2000 | 80.806    |
| 2010 | 73.007    |
| 2020 | 70.872    |

## Sport
1920 wurde in der Stadt die American Professional Football Association, ab 1922 National Football League (NFL), gegründet. In Erinnerung an dieses Ereignis wurde 1963 die Pro Football Hall of Fame eröffnet. In der Nähe der Hall of Fame befindet sich das Tom Benson Hall of Fame Stadium, in dem jährlich zu Beginn der Spielsaison der NFL das Hall-of-Fame-Game ausgetragen wird.
In der NBA Development League spielt das Basketball-Team der Canton Charge.

## Söhne und Töchter der Stadt
- Augustus John Schwertner (1870–1939), Bischof von Wichita
- Dutch Speck (1886–1952), American-Football-Spieler und zweimaliger Meister in der NFL
- Mary Fife Laning (1900–1990), Malerin
- Andrew Cordier (1901–1975), Beamter im Generalsekretariat der Vereinten Nationen, Präsident der Columbia University
- William Michael Cosgrove (1916–1992), römisch-katholischer Geistlicher, Bischof von Belleville
- Jack Paar (1918–2004), Moderator, Talkshow-Pionier
- John P. Anton (1920–2014), Philosoph und Philosophiehistoriker griechischer Herkunft
- Rita Antoinette Rizzo (1923–2016), Mutter Angelica, Nonne, Gründerin des religiösen Fernsehsenders EWTN
- Jean Peters (1926–2000), Schauspielerin
- Ed Lynch (1929–1980), Radrennfahrer
- Ernie Roth, bekannt als The Grand Wizard (1929–1983), Wrestlingmanager
- Peggy Ann Garner (1932–1984), Fotomodell, Film- und Theaterschauspielerin
- Marshall B. Rosenberg (1934–2015), Psychologe
- Pete Schrum (1934–2003), Schauspieler
- William Timken (* 1938), Unternehmer und US-Botschafter in Deutschland
- Boz Scaggs (* 1944), Musiker
- Alan Page (* 1945), American-Football-Spieler und Jurist
- Marye Anne Fox (1947–2021), Chemikerin, Präsidentenberaterin und Universitäts-Administratorin
- Ronnie Harris (* 1948), Boxer und Olympiasieger
- Dan Dierdorf (* 1949), American-Football-Spieler und Sportmoderator
- Dave Wottle (* 1950), Mittelstreckenläufer und Olympiasieger
- Tim Colceri (* 1951), Schauspieler
- Ron Klink (* 1951), Politiker
- Steve Tracy (1952–1986), Schauspieler
- Kimberlé Crenshaw (* 1959), Juristin
- Jud Logan (1959–2022), Hammerwerfer
- Susie Lee (* 1966), Politikerin
- Macy Gray (* 1967), Sängerin aus dem Bereich R&B
- Brian Hugh Warner (* 1969), alias Marilyn Manson, Musiker, Sänger und Gründer der gleichnamigen Rockband
- Michael Hawkins (* 1972), Basketballspieler
- Jeff Timmons (* 1973), Sänger und Schauspieler
- Jake Abel (* 1987), Schauspieler
- Raymar Morgan (* 1988), Basketballspieler
- Kenneth Frease (* 1989), Basketballspieler
- Kostas Koufos (* 1989), griechisch-amerikanischer Basketballspieler auf der Position des Centers
- Elsa Jean (* 1996), Pornodarstellerin
- Trippie Redd (* 1999), Sänger und Rapper